# Artur i Minimki
Artur i Minimki (ang. Arthur and the Invisibles, fr. Arthur et les Minimoys, 2006) – francusko-amerykański film animowano-aktorski zrealizowany w technologii 3D. Film wyreżyserował Luc Besson na podstawie własnej książki.
W 2022 roku, premierę miał film Koszmar tamtych lat (fr. Arthur, malédiction), będący spin-offem serii.

## Streszczenie i opis fabuły
Film opowiada o przygodach dziesięcioletniego chłopca na wakacjach w domu babci. 3 lata temu jego dziadek Archibald tajemniczo zniknął. Artur zauroczony jest opowieściami o przygodach dziadka w Afryce, tajemniczych, malutkich Minimkach i worku rubinów ukrytym w ogrodzie, podarowanym dziadkowi przez Bogo Matasalajów – afrykańskie plemię zjednoczone z Minimkami. Chłopiec uwierzył w historie dziadka i z powodu problemów finansowych swojej babci postanawia wyruszyć na poszukiwania skarbu. Spotyka Bogo Matasalajów, którzy pomagają mu otworzyć księżycowe przejście, aktywne raz na dziesięć księżyców i przechodzi do krainy. Dowiaduje się, że Minimkom zagraża Maltazar (Wyklęty M) i jego syn Darkos. Maltazar został oszpecony przez chorobę, przez co inni się od niego odwrócili. Zamierza zapanować nad siedmioma lądami, a do pomocy zmusza dziadka Artura. Chłopiec razem z księżniczką Selenią i Betameszem wyruszają do zakazanego lądu. Po dotarciu zostaje mężem Seleni, po czym cała trójka jest aresztowana i wypuszczona do szybu, który ma zostać zalany. Cudem uciekają z powrotem do krainy Minimków, Artur zalewa zakazany ląd Maltazara, odzyskuje rubiny i wraca do swojego świata razem z dziadkiem, który spłaca swoje długi. Obiecuje Seleni, że zjawi się ponownie za dziesięć księżyców.

## Obsada
- Freddie Highmore – Artur
- Mia Farrow – Babcia Artura
- Penny Balfour – Mama Artura
- Douglas Rand – Tata Artura
- Ron Crawford – Archibald
- Adam LeFevre – Davido

### Dubbing
- Freddie Highmore – Artur
- Madonna – Księżniczka Selenia
- Jimmy Fallon – Betamesz
- Robert De Niro – Król
- Harvey Keitel – Miro
- Chazz Palminteri – Travel Agent
- Emilio Estevez – Przewoźnik
- Snoop Dogg – Max
- Anthony Anderson – Koolomassai
- David Bowie – Maltazar

## Wersja polska
Opracowanie wersji polskiej: Start International Polska

Reżyseria: Joanna Wizmur

Dialogi polskie: Katarzyna Wojsz

Nagranie i montaż wersji polskiej: Michał Skarżyński

Kierownik produkcji: Elżbieta Araszkiewicz

Wystąpili:
- Kajetan Lewandowski – Artur
- Gabriela Kownacka – Babcia Artura
- Włodzimierz Matuszak – Archibald
- Joanna Brodzik – Księżniczka Selenia
- Jacek Braciak – Betamesz
- Daniel Olbrychski – Maltazar
- Zbigniew Konopka – Darkos
- Michał Milowicz – Max
- Elżbieta Jędrzejewska – Mama Artura
- Wojciech Paszkowski – Tata Artura
- Marek Obertyn – Król
- Jarosław Boberek – Travel Agent
- Mirosław Wieprzewski – Miro
- Ryszard Nawrocki – Przewoźnik
- Paweł Iwanicki – Koloomasai

W pozostałych rolach:
- Tomasz Steciuk – Mino
- Paweł Szczesny – Davido
- Adam Bauman
- Jan Kulczycki
- Cezary Kwieciński
- Wojciech Machnicki
- Aleksander Mikołajczak
- Przemysław Nikiel
- Grzegorz Pawlak
- Krzysztof Szczerbiński
- Janusz Wituch
- Joanna Wizmur